# Tipula hoogstraali
Tipula hoogstraali är en tvåvingeart som beskrevs av Alexander 1940. Tipula hoogstraali ingår i släktet Tipula och familjen storharkrankar. Inga underarter finns listade i Catalogue of Life.